# Accident
Accident é uma cidade  localizada no estado americano de Maryland, no Condado de Garrett.

## Demografia
Segundo o censo americano de 2000, a sua população era de 353 habitantes.
Em 2006, foi estimada uma população de 337, um decréscimo de 16 (-4.5%).

## Geografia
De acordo com o United States Census Bureau tem uma área de
1,3 km², dos quais 1,3 km² cobertos por terra e 0,0 km² cobertos por água. Accident localiza-se a aproximadamente 727 m acima do nível do mar.

## Localidades na vizinhança
O diagrama seguinte representa as localidades num raio de 24 km ao redor de Accident.